# Dennis the Menace (Amerikaanse stripserie)
Dennis the Menace, in sommige landen ook gewoon uitgebracht als Dennis, is een Amerikaanse krantenstrip bedacht door Hank Ketcham. De strip verschijnt sinds 12 maart 1951. Vandaag de dag wordt de strip gepubliceerd in 1000 kranten in 48 landen, vertaald in 19 talen. Het teken- en schrijfwerk wordt momenteel gedaan door Marcus Hamilton en Ron Ferdinand.
De stripserie dient niet te worden verward met de gelijknamige Britse stripserie.

## Achtergrond
De stripserie draait om Dennis, een vijfjarig jongetje dat door zijn eigen onwetendheid onbedoeld een groot aantal rampen veroorzaakt voor zijn buurtbewoners. Vooral zijn buurman, George Wilson, heeft het zwaar te verduren.
De strip bestaat op doordeweekse dagen uit een enkel plaatje, en op zondagen uit een strip van meerdere plaatjes.
De ondertoon van de strip is grotendeels te vergelijken met die van films als Our Gang uit de jaren 30 van de 20e eeuw. Ook kan de strip worden gezien als een afgeleide strip van The Katzenjammer Kids. De strip zelf wordt soms gezien als inspiratiebron van onder andere Casper en Hobbes, Bart Simpson, Little Lulu, Buster Brown en Curious George.

## Personages
- Dennis: een blonde vijf jaar oude jongen, met een aanleg voor het uithalen van kattenkwaad. Meestal bedoelt hij het goed, maar veroorzaakt hij door zijn onwetendheid grote problemen. Hij draagt meestal een blauw-zwart gestreept shirt en een rode overall.
- George Everett Wilson: een gepensioneerde postbode, en Dennis’ buurman. Hij is het vaakst het slachtoffer van Dennis. Dennis ziet Wilson als zijn grote idool, en probeert hem op elke mogelijke manier te helpen, maar verstoort hierbij vaak Wilsons pogingen een rustig leven te leiden.
- Martha Wilson: Mr. Wilsons vrouw. Zij is een stuk aardiger tegenover Dennis, ziet hem als een soort surrogaat kleinzoon daar zij en haar man geen kinderen hebben.
- Henry Mitchell & Alice Mitchell: Dennis' ouders. Henry is een vliegtuigmonteur die vroeger in de marine heeft gediend, en zijn moeder doet het huishouden. De twee hebben ook veel met Dennis te verduren. Alice heeft een grote angst voor slangen, wat vaak een running gag vormt in de serie.
- Ruff: Dennis' hond.
- Hot Dog: de kat van de familie Mitchell, die maar zelden gezien wordt.
- Joey McDonald: een van Dennis’ vrienden. Hij is niet al te snugger en ziet Dennis als zijn grote voorbeeld.
- Margaret Wade: Dennis’ tegenpool en aartsrivaal. Ze is een roodharig meisje dat alles beter denk te weten. Ze heeft een oogje op Dennis, maar die wil daar niets van weten.
- Gina Gillotti: een tomboy, en een van Dennis’ vrienden. Ze is van Italiaanse afkomst. Dennis heeft in het geheim een oogje op haar.
- Opa Johnson: de vader van Alice en grootvader van Dennis. Hij lijkt qua persoonlijkheid sterk op Dennis. Hij moedigt Dennis altijd aan zo veel mogelijk van het leven te genieten.

## Geschiedenis
De inspiratie voor de strip kwam van Dennis Ketcham, Hank Ketchams zoon. Hank probeerde veel verschillende namen uit voor zijn personage. Hij kwam op de naam Dennis toen zijn toenmalige vrouw Alice tegen hem schreeuwde “Your son is a menace!” (je zoon is een lastpost, wat rijmt op Dennis). Zo ontstond de naam Dennis the Menace. Ketcham baseerde het personage van Dennis’ vader op zichzelf.
De strip maakte zijn debuut op 12 maart 1951, en werd in dat jaar door 16 kranten overgenomen. Rond dezelfde tijd verscheen in het Verenigd Koninkrijk een andere stripserie met dezelfde titel, maar met duidelijk een ander verhaal. Om deze reden werd Ketchams strip in het Verenigd Koninkrijk uitgebracht als Dennis.
Behalve in kranten zijn de strips van Dennis ook samengebundeld in veel stripboeken. Tevens zijn er speciale strips getekend die rechtstreeks als stripboek zijn uitgebracht, waaronder door Marvel Comics.

## Prijzen
Ketcham ontving in 1953 de Reuben Award voor de strip.
Hij is ook “eervol burgemeester” van Wichita, Kansas, het plaatsje waarin de stripserie zich volgens hem afspeelt.

## Spin-offs
- In 1959 verscheen de sitcom Dennis the Menace, met Jay North als Dennis.
- In 1986 werd de stripserie omgezet tot een animatieserie.
- In 1993 verscheen de live-action film Dennis the Menace. Deze film kreeg in 1998 een vervolg: Dennis the Menace Strikes Again!.
- Eveneens in 1993 verscheen er een tweede animatieserie: The Incredible Dennis the Menace. Deze liep slechts 1 seizoen.
- Dennis the Menace in Cruise Control: een film uit 2002 .
- A Dennis the Menace Christmas: een film uit 2007.
- Halloween with Dennis the Menace: een film uit 2008.